# Jasmine Audemars
Pour les articles homonymes, voir Audemars.
Jasmine Audemars, née le 7 novembre 1941 à Lausanne, est une journaliste et femme d'affaires suisse.
Première femme à occuper un poste de rédacteur en chef d'un quotidien suisse, au Journal de Genève de 1980 à 1992, elle est ensuite présidente du conseil d'administration d'Audemars Piguet de 1992 à 2022, entreprise horlogère familiale dont elle est la propriétaire principale.

## Biographie

### Origines, enfance et études
Jasmine Audemars naît le 7 novembre 1941 à Lausanne,. Son père, Jacques-Louis Audemars, est Combier ; sa mère, Elisabeth née Watkins, est Anglaise. Elle a une sœur. Jules Audemars, son arrière-grand-père, est le cofondateur de la manufacture horlogère Audemars Piguet.
Elle passe toute son enfance au Brassus, à la Vallée de Joux. Elle séjourne à Londres à l'âge de 16 ans.
Après une maturité commerciale à Lausanne, elle étudie les sciences sociales et histoire économique à l'Université de Genève. Elle est titulaire d'une licence de cette dernière université.

### Parcours professionnel
Elle entre en 1968 au Journal de Genève, à la rubrique économique. Elle en est la rédactrice en chef de 1980 à 1992, après en avoir été l'un des rédacteurs en chef adjoint à partir de 1970. Elle est la première femme à occuper un poste de rédacteur en chef d'un quotidien suisse.
Elle quitte le journalisme en 1992 pour reprendre de son père la présidence du conseil d'administration d'Audemars Piguet, manufacture horlogère cofondée par son arrière-grand-père Jules Audemars. Elle avait rejoint en 1987 le conseil d’administration de l'entreprise, dont elle est la propriétaire principale. Elle occupe ce poste jusqu'en 2022.

### Vie privée
Elle est célibataire et n'a pas d'enfant.

## Distinction
- 2024 : prix Gaïa[4]